# Róisín Murphy

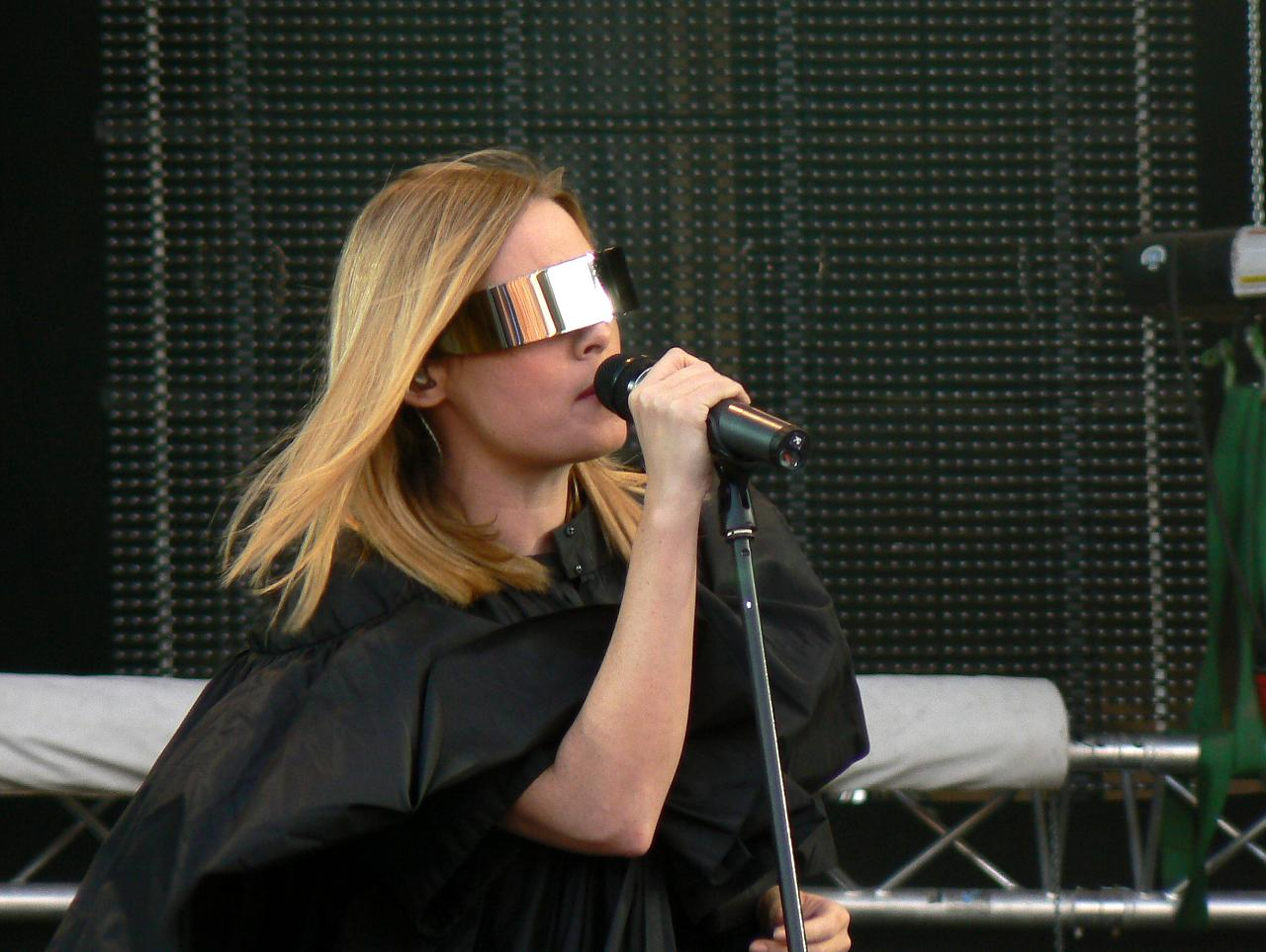
Murphy op het Sziget-festival 2008

Róisín Marie Murphy (Dublin, 5 juli 1973) is een Ierse zangeres, vooral bekend als zangeres van het duo Moloko.

## Moloko
Róisín groeide op in Arklow, een kleine stad aan de Ierse oostkust. Ze leerde haar Moloko-partner Mark Brydon kennen op een feestje. Haar pick-up line Do You Like My Tight Sweater werd de naam van hun debuutalbum in 1995. Voordat ze Brydon ontmoette, had Róisín geen ervaring als zangeres. Het muzikaal duo had ook een relatie, die eindigde in 2003, vlak voor de release van hun laatste studio-album Statues.
Hoewel Moloko officieel niet uit elkaar is, zei Murphy in een interview in mei 2005: “We hebben het op goede voet na een zeer succesvolle periode achter ons gelaten. We hebben de handen geschud en zeiden ‘zie je later’. Daarna hebben we elkaar niet meer gesproken. Ik weet niet wat Mark van mijn solo-album vindt of wat hij nu doet. Ik weet niet of we ooit nog gaan samenwerken. Ik zou dat zelf niet uit de weg gaan.”

## Solocarrière
Naast haar werk met Moloko heeft Róisín Murphy vocaal bijgedragen aan het werk van andere artiesten. Enkele voorbeelden hiervan zijn Handsome Boy Modeling School, The Psychedelic Waltons (waarachter Roger Sanchez schuilde met het nummer Alice in wonderland) en Boris Dlugosch. Met deze laatste nam ze het nummer Never Enough op, dat een grote clubhit werd.

### Ruby Blue(2005-2006)
Na vier albums en een remix project met Brydon, nam Murphy haar eerste solowerk op in 2004. Aan haar zijde stond dit keer producer Matthew Herbert, die eerder remixes voor Moloko had gedaan. In juni 2005 kwam haar solo-album Ruby Blue uit op Echo Records. Voor deze release verschenen een aantal nummers van het album op drie gelimiteerde ep's, genaamd Sequins 1, Sequins 2 en Sequins 3.
De release van deze ep's was ter gelegenheid van de expositie van de kunstenaar Simon Henwood. Hij schilderde Murphy in verschillende glitteroutfits. Deze schilderijen gebruikte Murphy bij het artwork van haar solo-album. Henwood regisseerde ook twee videoclips bij de singles "If We’re In Love" en "Sow into You". Later werd hij bij een optreden van Murphy in Paradiso gefotografeerd en werden de twee als een romantisch koppel gezien.
Het album Ruby Blue kreeg redelijk succes in Europa. In België bereikte het album nummer 7 en in Nederland bereikte het album nummer 49. Hoe dan ook, de singles kregen nergens succes en zeer weinig airplay. Het album bereikte geen enkele positie in het Verenigd Koninkrijk. Murphy promootte het album in België op verschillende festivals, zoals Pukkelpop, Rock Werchter en Marktrock en in Nederland met optredens in de Paradiso en Lowlands.
"Ruby Blue", het nummer, werd later gebruikt in enkele afleveringen van de Amerikaanse dramaserie Grey's Anatomy. Het nummer "Ramalama Bang Bang" werd tot twee keer toe gebruikt in de Amerikaanse hitserie "So You Think You Can Dance" en zorgde voor veel belangstelling voor Murphy's muziek vanuit de VS.

### Overpowered(2007-heden)
In 2006 tekende Murphy een contract bij EMI Records toen ze aan nieuw materiaal werkte. Zo werd in juli 2007 de eerste single, "Overpowered", uitgebracht. Het was haar eerste solo-single die terechtkwam in de hitlijsten. In België bereikte de single nummer 28 en in Nederland nummer 44.
Vier maanden later, in oktober, bracht ze de tweede single uit haar nieuwe album Overpowered uit. Deze single kreeg de naam "Let Me Know". De single bereikte nummer 25 in België en nummer 88 in Nederland. Het was haar eerste solo-single die succes kende in het Verenigd Koninkrijk. Daar bereikte de single nummer 28.
Een week na de release van "Let Me Know" werd het langverwachte album Overpowered uitgebracht. Het is Murphy's meest succesvolle album tot nu toe. Het album bereikte nummer 4 in België en nummer 13 in Nederland. Om het album te promoten deed Murphy een jaar lang concerten in Europa. Ze kreeg zeer positieve reacties op haar concerten in de Ancienne Belgique. Door het succes van de tour werd een live album uitgebracht, opgenomen in de Ancienne Belgique. Van deze uitgave werden slechts 1500 stuks gemaakt.
Eind maart 2008 werd de derde single, "You Know Me Better", uitgebracht in het Verenigd Koninkrijk. "Movie Star" wordt de vierde single van het album en zal worden uitgebracht met een cover van Bryan Ferry ("Slave To Love") die gebruikt wordt voor een reclamespot van Gucci. In oktober kwam haar eerste live-dvd op de markt en gaf ze concerten in de Verenigde Staten.
In 2013 deed Murphy een gastbijdrage aan het album van de housegroep Hot Natured. Ook werkte ze met Freeform Five op het nummer Leviathan (2014).

## Persoonlijk leven
Murphy woont in Ibiza, nadat ze in Londen en Ierland woonde. Ze had eerder een relatie met de Britse kunstenaar Simon Henwood; ze hebben samen een dochter. Murphy heeft een relatie met de Italiaanse producer Sebastiano Properzi.

### Opmerkingen over puberteitblokkers
In augustus 2023 veroorzaakte Murphy controverse toen een Twitter-gebruiker een screenshot van Facebook deelde van Murphy met commentaar op een bericht van de Ierse genderkritische schrijver Graham Linehan, waarin ze zijn visie steunt en kritiek uit op het gebruik van puberteitremmers voor transgender jongeren. Zij bood hierover later haar excuses aan.

## Discografie

### Albums
| Album met eventuele hitnotering(en) in de Nederlandse Album Top 100 | Datum van verschijnen | Datum van binnenkomst | Hoogste positie | Aantal weken | Opmerkingen |
| ------------------------------------------------------------------- | --------------------- | --------------------- | --------------- | ------------ | ----------- |
| Ruby blue                                                           | 13-06-2005            | 18-06-2005            | 49              | 10           |             |
| Overpowered                                                         | 15-10-2007            | 20-10-2007            | 13              | 16           |             |
| Hairless Toys                                                       | 08-05-2015            |                       |                 |              |             |
| Take Her Up To Monto                                                | 08-07-2016            |                       |                 |              |             |

| Album met hitnotering(en) in de Vlaamse Ultratop 200 albums | Datum van verschijnen | Datum van binnenkomst | Hoogste positie | Aantal weken | Opmerkingen |
| ----------------------------------------------------------- | --------------------- | --------------------- | --------------- | ------------ | ----------- |
| Ruby blue                                                   | 13-06-2005            | 18-06-2005            | 7               | 19           |             |
| Overpowered                                                 | 15-10-2007            | 20-10-2007            | 4               | 32           |             |

### Singles
| Single met eventuele hitnotering(en) in de Nederlandse Top 40 | Datum van verschijnen | Datum van binnenkomst | Hoogste positie | Aantal weken | Opmerkingen                                      |
| ------------------------------------------------------------- | --------------------- | --------------------- | --------------- | ------------ | ------------------------------------------------ |
| Never enough                                                  | 30-07-2001            | -                     |                 |              | met Boris Dlugosch / Nr. 73 in de Single Top 100 |
| Wonderland                                                    | 2001                  | -                     |                 |              | met The Psychedelic Waltons                      |
| If we're in love                                              | 2005                  | -                     |                 |              |                                                  |
| Sow into You                                                  | 2005                  | -                     |                 |              |                                                  |
| Overpowered                                                   | 09-07-2007            | -                     |                 |              | Nr. 44 in de Single Top 100                      |
| Let me know                                                   | 08-10-2007            | -                     |                 |              | Nr. 88 in de Single Top 100                      |

| Single met hitnotering(en) in de Vlaamse Ultratop 50 | Datum van verschijnen | Datum van binnenkomst | Hoogste positie | Aantal weken | Opmerkingen |
| ---------------------------------------------------- | --------------------- | --------------------- | --------------- | ------------ | ----------- |
| Overpowered                                          | 2007                  | 28-07-2007            | 28              | 12           |             |
| Let me know                                          | 2007                  | 03-11-2007            | 25              | 14           |             |
| You know me better                                   | 2008                  | 16-02-2008            | tip13           | -            |             |
| Momma's place                                        | 15-02-2010            | 10-04-2010            | tip25           | -            |             |
| Boadicea                                             | 14-03-2011            | 23-04-2011            | tip19           | -            | met Mason   |

### Ep's
| Jaar | Ep        |
| ---- | --------- |
| 2004 | Sequins 1 |
| 2004 | Sequins 2 |
| 2004 | Sequins 3 |
| 2014 | Mi Senti  |

### Tours
| Jaar      | Tour                      |
| --------- | ------------------------- |
| 2005      | Ruby Blue Tour            |
| 2007-2008 | Overpowered Tour          |
| 2015-2016 | Hairless Toys Tour        |
| 2016-2017 | Take Her Up To Monto Tour |
| 2020-2022 | Róisín Machine Tour       |
| 2024      | The Hit Parade Tour       |

- Bibsys: 5073212
- Bibliothèque nationale de France: cb14209726v (data)
- CiNii: DA16704884
- Gemeinsame Normdatei: 134977327
- International Standard Name Identifier: 0000 0001 1494 7113
- Library of Congress Control Number: no2006132134
- MusicBrainz: 4c56405d-ba8e-4283-99c3-1dc95bdd50e7
- Nationale Bibliotheek van Tsjechië: xx0038091
- Nationale Bibliotheek van Israël: 987007404801605171
- Nederlandse Thesaurus van Auteursnamen: 19018888X
- Réseau des bibliothèques de Suisse occidentale: 02-A014130263
- SNAC: w6gb6knf
- Système universitaire de documentation: 159840597
- Virtual International Authority File: 85538475
- WorldCat: E39PBJjHgfx3mWgqTbwDFtB9Dq